# ببر جوان
ببر جوان (به چینی: 小阿虎)، (در ایالات متحده به نام کومیته شناخته می‌شود)، یک فیلم اکشن و عاشقانه محصول سال ۲۰۰۳ سینمای هنگ کنگ به نویسندگی و کارگردانی دانیل لی است. MPAA به این فیلم امتیاز PG-13 را برای «سکانس‌های شدید خشونت، اکشن و هنرهای رزمی» داده است.